# Furacão Jeanne
Furacão Jeanne foi um furacão da estação de 2004 no Atlântico. Durou de 13 a 28 de setembro.
Considerado de categoria 3 pela Escala de Furacões de Saffir-Simpson com ventos de 195 km/h (120 mph), causando prejuízos de mais de 6,9 bilhões de dólares e mais de 3 mil mortes (a maioria no Haiti).
O furacão se formou como uma depressão tropical a 110 km a sudeste de Guadalupe em 13 de setembro. Passou pelo sudoeste das Ilhas Virgens chegando a terra em Porto Rico no mesmo dia. Logo que passou por Porto Rico se tornou um furacão e chegando na República Dominicana em 16 de setembro.
Em 18 de setembro chegou ao Haiti causando muitos estragos e continuou seu caminho em direção as Bahamas e Flórida (Estados Unidos). Durante os próximos dias, Jeanne, continuou pela costa estadunidense passando pelos estados da Geórgia, Virgínia, Nova Jérsia até Nova Iorque.

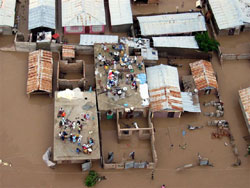
Alagamentos no Haiti
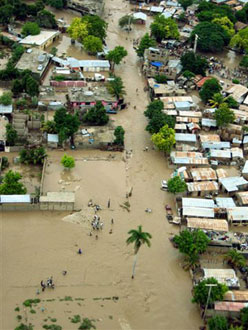